# Skiffermyrfågel
Skiffermyrfågel (Myrmelastes schistaceus) är en fågel i familjen myrfåglar inom ordningen tättingar.

## Utbredning och systematik
Fågeln förekommer från sydöstra Colombia till nordöstra Ecuador, östra Peru och väst-centrala Amazonområdet i Brasilien. Den behandlas som monotypisk, det vill säga att den inte delas in i några underarter.

## Status
IUCN kategoriserar arten som livskraftig.